# Géant du Manio

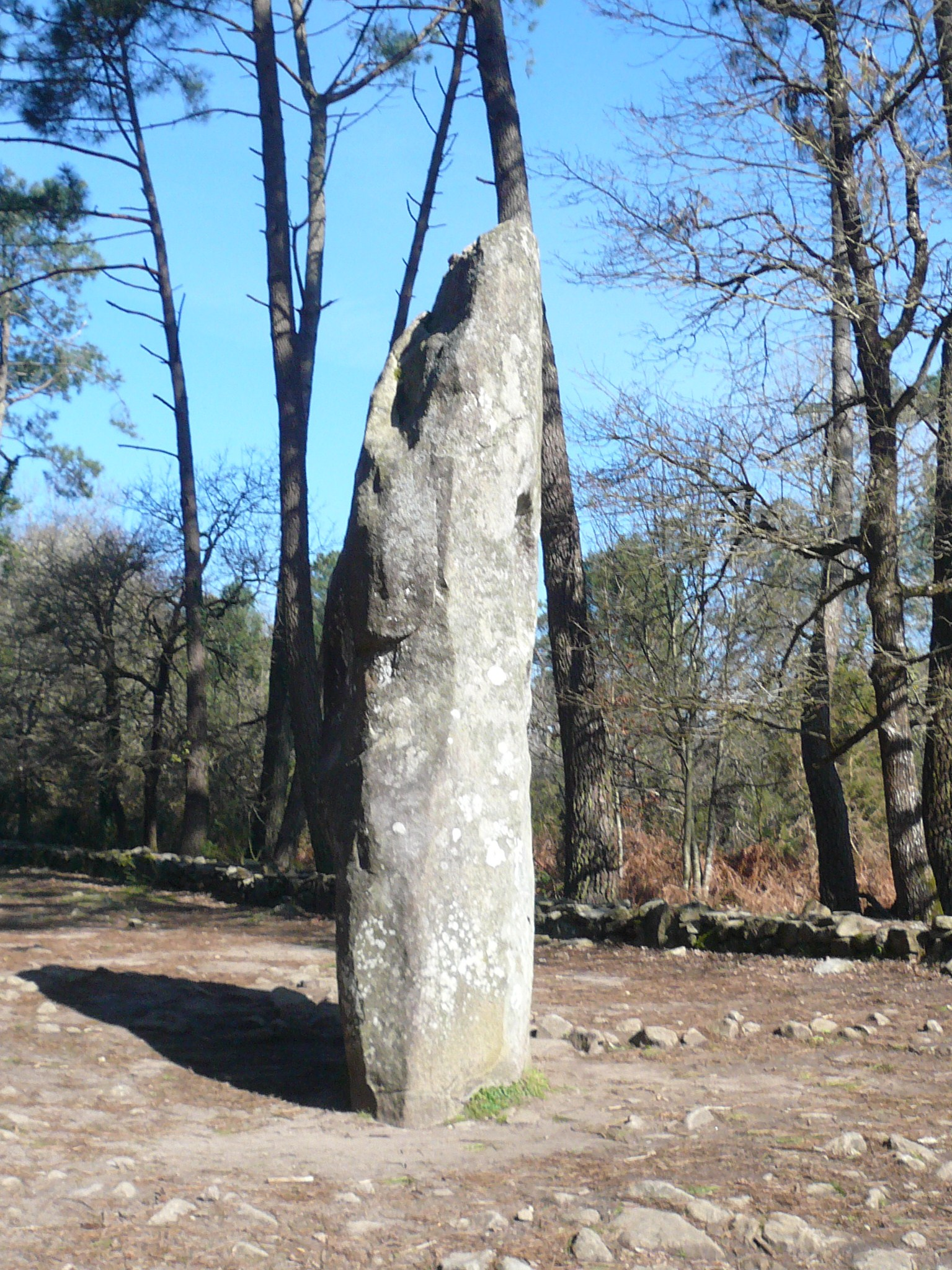
Géant du Manio

Der Géant du Manio (deutsch „Riese von Manio“ – auch Menhir aux serpents – deutsch „Schlangenmenhir“ genannt) ist ein etwa 6,5 m hoher „Menhir indicateur“ westlich der Cromlechs von Kerlescan, etwa 50,0 m südlich des Quadrilatère du Manio, auf einem Hügel bei Kerlescan, nordöstlich von Carnac, im Département Morbihan in der Bretagne in Frankreich. Er ist der größte Menhir in Carnac und stammt aus der Jungsteinzeit.

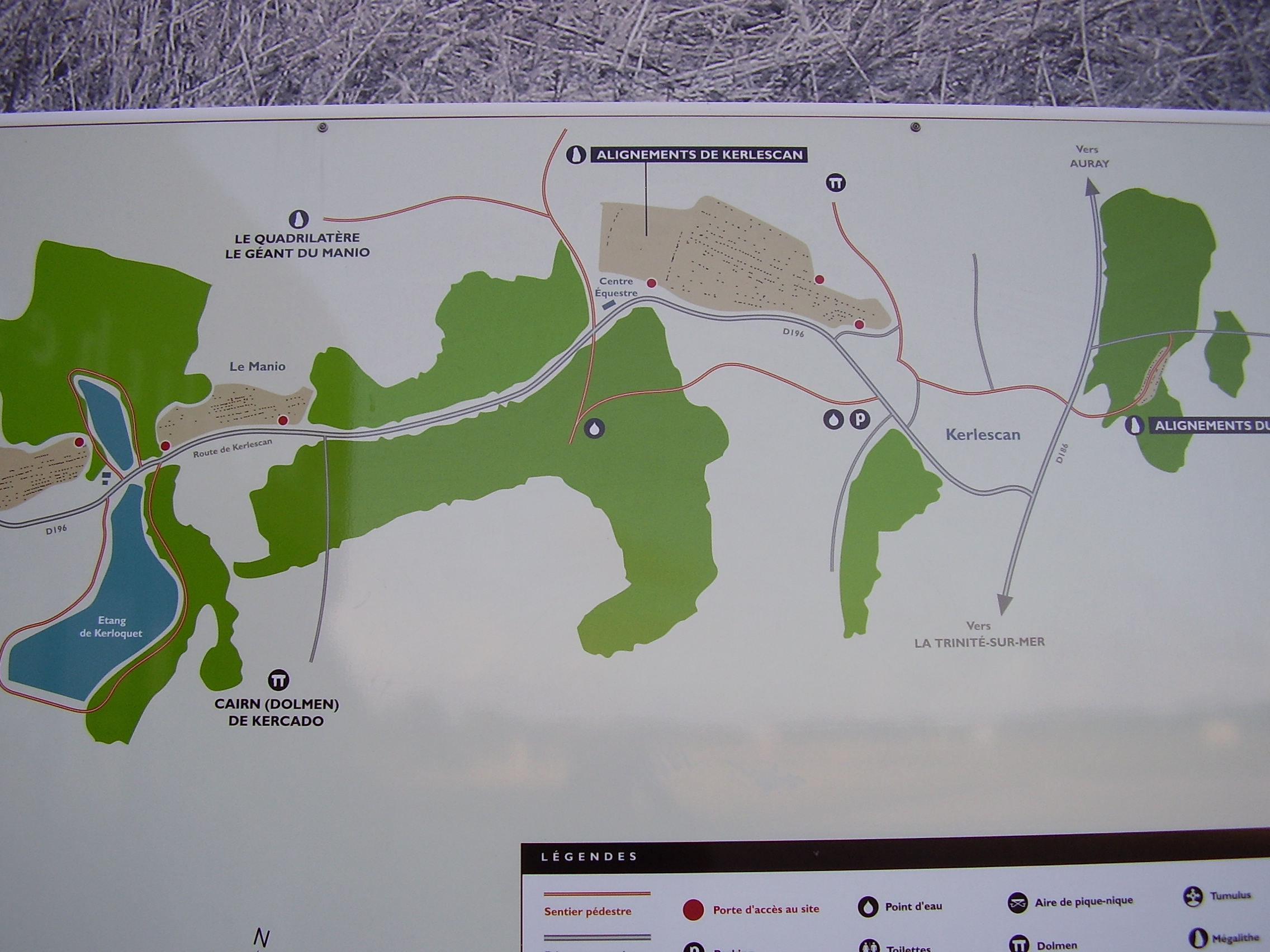
Lage des Géant du Manio – links oben

Am Menhir wurden 1922 bei der Ausgrabung fünf geschliffene Steinäxte freigelegt. Am Fuße des Menhirs wurden eingravierte Schlangen gefunden.
Die Menhire beginnen im 18. Jahrhundert eine Art esoterische Leidenschaft auszulösen. 1781 wurde sogar ein druidischer Orden geschaffen. Der als Sekte geltende Orden wurde bereits 1836 vom Generalinspektor für Denkmalpflege, Prosper Mérimée (1803–1870) bekämpft. Dieser gab den Auftrag, ein Inventar der zu schützenden französischen historischen Monumente zu erstellen, in das die benachbarte Steinsetzung und der Menhir 1900 als Monument historique eingetragen wurden.